# Phacellodomus
Phacellodomus és un gènere d'ocells de la família dels furnàrids (Furnariidae) que agrupa espècies natives d'Amèrica del Sud, on es distribueixen des del nord de Colòmbia i Veneçuela fins al nord d'Argentina i Uruguai. Als membres se'ls coneix pel nom popular d'espiners.

## Descripció
Les espècies d'aquest gènere són furnàrids de color uniforme, sense estriat, mesurant entre 14 i 20,5 cm de longitud; molts exhibeixen front rogenc amb plomes viades sovint eriçades. Prefereixen àrees semi obertes, poc arbrades i són més diversos al centre-sud d'Amèrica del Sud. Tot i ser generalment inconspicu, són força vocals, i les vocalitzacions criden l'atenció. Són més coneguts pels grans i cridaners nius, amb diverses càmeres i construïts amb petites branquetes, a la qual cosa deuen el nom popular.

## Taxonomia
El taxó inornatus va ser considerat una espècie separada de P. rufifrons per Ridgely i Greenfield (2001) i Hilty (2003) amb base en diferències morfològiques i de vocalització; no obstant això, la Proposta N° 41 al Comitè de Classificació de Sud-amèrica (SACC) va ser rebutjada a causa d'insuficiència de dades publicades. Les classificacions del Congrés Ornitològic Internacional (IOC), Manual dels Ocells del Món (HBW) i Birdlife International (BLI), i més recentment Clements Checklist/eBird el tracten com espècie de ple dret.
Segons la Classificació del Congrés Ornitològic Internacional (versió 14.2, 2024) aquest gènere està format per 10 espècies:
- espiner front-roig - (Phacellodomus rufifrons).
- espiner senzill - (Phacellodomus inornatus).
- espiner de front ratllat - (Phacellodomus striaticeps).
- espiner xiulador - (Phacellodomus sibilatrix).
- espiner dorsi-rogenc - (Phacellodomus dorsalis).
- espiner canyella fosc - (Phacellodomus maculipectus).
- espiner canyella pàl·lid - (Phacellodomus striaticollis).
- espiner rogenc - (Phacellodomus ruber).
- espiner gorja-roig - (Phacellodomus erythrophthalmus).
- espiner rovellat - (Phacellodomus ferrugineigula).